# Баччи, Сильвана
Сильва́на Ба́ччи (род. 1947) — итальянская актриса

.

## Биография
Сильвана Баччи сыграла в двадцати фильмах между 1965 и 1970 годами, в основном исполняя второплановые роли. Часто её героиня — девочка или салонная проститутка в спагетти-вестерне, или девушка, страдающая от грубости главного злодея фильма. Из культового фильма Серджо Леоне «Хороший, плохой, злой» сцена с её участием была вырезана в окончательной редакции. В 1975 году Сильвана Баччи появилась на экране в последний раз.
В настоящее время проживает в Риме.

## Избранная фильмография
- 1965 : Gewagtes Spiel (телесериал)
- 1966 : Texas, addio (девушка в салуне)
- 1966 : Ringo au pistolet d’or (Johnny Oro) Серджо Корбуччи
- 1966 : Джанго (мексиканка в салуне)
- 1967 : Un homme, un cheval et un pistolet (мексиканка)
- 1968 : La dernière balle à pile ou face
- 1969 : Le Dernier des salauds (Il pistolero dell’Ave Maria) (Мария, мать Себастьяна и Изабель)
- 1971 : La Vengeance de Dieu (Кончита)
- 1975 : Il caso Raoul